# Feniltiocarbammide
La feniltiocarbammide (o N-feniltiourea) è un composto derivato dalla tiourea per sostituzione di un atomo di idrogeno di un gruppo amminico con un radicale fenile.
È un composto organico amaro prodotto da molte piante, tra cui i broccoli e i cavoletti di Bruxelles, che lo utilizzano come repellente per proteggersi dagli erbivori.
Una peculiarità di questo composto organico è che può essere percepito al gusto come amaro o non essere percepito affatto in funzione del corredo genetico della persona. L'allele per riconoscere questo sapore è dominante, quindi i taster (coloro che percepiscono il gusto amaro) saranno T/T o T/t mentre i non-taster (quelli che non lo percepiscono) saranno t/t. Questo è uno schema di trasmissione semplice in genetica (eredità autosomica dominante).